# Savage Genius
I Savage Genius sono un gruppo musicale giapponese di Kōbe formato nel 2001 dalla cantante Aa (voce e testi) e da Takumi (composizione/arrangiamenti, produttore).
Hanno pubblicato numerosi singoli utilizzati in serie animate giapponesi quali Elemental Gerad, Pandora Hearts e Yozakura Quartet.

## Storia
Dopo aver debuttato nel 2001 con l'etichetta Warner Music Japan il duo è passato all'etichetta flyingDOG (Victor Entertainment) nel 2004.
Nel 2007 Takumi è uscito dal gruppo, che ha mantenuto il nome originario nonostante sia rimasta la sola cantante AA.
Nel 2010 AA ha annunciato la sospensione delle attività del gruppo in vista del matrimonio e della gravidanza. Ha continuato ad esibirsi in modo discontinuo dopo aver ripreso il progetto nel 2016.

## Anime
Il gruppo è noto per aver contribuito alle sigle di un buon numero di anime degli anni 2000.
- El cazador sigla di apertura
- Elemental Gerad sigla di apertura, canzone inserita all'interno degli episodi 15 e 26
- Kiddy Grade sigla di chiusura del secondo e terzo film
- Pandora Heart sigla di chiusura
- Simoun sigla di chiusura
- Uta∽Kata sigle di apertura e chiusura
- Yozakura Quartet sigla di chiusura

## Discografia
- 2006 – Kaze no Kesshō (風の結晶?)  (flyingDOG)
- 2007 – Sora no Kotoba (空ノ言葉?) (flyingDOG)
- 2010 – First Smile (flyingDOG)

## Formazione
- Aa (ああ?) voce
- Takumi (2001-2007) chitarra, composizione e arrangiamenti